# Begonia roezlii
Espèce
Begonia roezlii est une espèce de plantes de la famille des Begoniaceae. Ce bégonia est originaire du Pérou. L'espèce fait partie de la section Cyathocnemis. Elle a été décrite en 1876 par Eduard von Regel (1815-1892). L'épithète spécifique roezlii signifie « de Rœzl », en hommage à l'explorateur, jardinier et botaniste autrichien Benedikt Roezl.

## Répartition géographique
Cette espèce est originaire du pays suivant : Pérou.

## Liste des variétés
Selon Tropicos (23 février 2017) :
- variété Begonia roezlii var. roezlii